# بطولة العالم لسباق الدراجات على الطريق 1995
بطولة العالم لسباق الدراجات على الطريق 1995 هي الدورة ال68 من بطولة العالم لسباق الدراجات على الطريق، أجريت في دويتاما، كولومبيا.

## النتائج النهائية
| المسابقة              | ذهبية                          | فضية                       | برونزية                       |
| --------------------- | ------------------------------ | -------------------------- | ----------------------------- |
| الرجال                |                                |                            |                               |
| سباق الطريق ضد الساعة | أبراهام أولانو (إسبانيا)       | ميغيل إندوراين (إسبانيا)   | ماركو بانتاني (إيطاليا)       |
| سباق الطريق المداري   | ميغيل إندوراين (إسبانيا)       | أبراهام أولانو (إسبانيا)   | أوي بيشل (ألمانيا)            |
| السيدات               |                                |                            |                               |
| سباق الطريق ضد الساعة | جيني لونغو (فرنسا)             | كلارا هيوز (كندا)          | كاثي وات (أستراليا)           |
| سباق الطريق المداري   | جيني لونغو (فرنسا)             | كاثرين مارسال (فرنسا)      | Edita Pučinskaitė (ليتوانيا)  |
| رجال أقل من 23 سنة    |                                |                            |                               |
| سباق الطريق المداري   |                                |                            |                               |
| سباق الطريق ضد الساعة |                                |                            |                               |
| شبان                  |                                |                            |                               |
| سباق الطريق المداري   | فالنتينو الصين (إيطاليا)       | إيفان باسو (إيطاليا)       | رينالدو نوسنتيني (إيطاليا)    |
| سباق الطريق ضد الساعة | جوشوا كين كولينجوود (أستراليا) | ميركو لوريا (إيطاليا)      | كاديل إفانز (أستراليا)        |
| شابات                 |                                |                            |                               |
| سباق الطريق المداري   | أندريا هاني (سويسرا)           | Kerstin Scheitle (ألمانيا) | Lisbeth Simper (الدنمارك)     |
| سباق الطريق ضد الساعة | Linda Visentini (إيطاليا)      | كريستينا بيكر (ألمانيا)    | Tetyana Styazhkina (أوكرانيا) |